# Télévision au Japon
 (avril 2023).
- Si vous ne connaissez pas le sujet, laissez ce bandeau (vous pouvez alors contacter les auteurs).
- Si vous supprimez le contenu mis en cause (vous pouvez préalablement contacter les auteurs),

argumentez précisément cette suppression dans la page de discussion
(un manque de référence n'est pas un argument ; une recherche réelle de référence doit avoir été effectuée, être formellement documentée).
La télévision au Japon est introduite en 1939. Pourtant, les premières expérimentations remontent aux années 1920, avec les expériences pionnières de Kenjiro Takayanagi en matière de télévision électronique. La diffusion télévisée est interrompue par la Seconde Guerre mondiale, après quoi la diffusion télévisée régulière commence en 1950. Après que le Japon a développé les premiers systèmes HDTV dans les années 1960, MUSE/Hi-Vision est introduit dans les années 1970.
Une version modifiée du système NTSC pour les signaux analogiques, appelée NTSC-J, est utilisée pour la diffusion analogique entre 1950 et le début des années 2010. La diffusion analogique au Japon est remplacée par une diffusion numérique utilisant la norme ISDB. ISDB remplace à la fois le système de télévision analogique NTSC-J et le système HDTV analogique haute vision MUSE précédemment utilisé au Japon. Les services de télédiffusion numérique terrestre (DTTB) utilisant l'ISDB-T (ISDB-T International) débutent au Japon en décembre 2003, et depuis lors, le Japon a adopté l'ISDB plutôt que d'autres normes de diffusion numérique.
Tous les foyers japonais possédant au moins un poste de télévision sont tenus de détenir une licence de télévision, les fonds étant principalement utilisés pour subventionner NHK, le radiodiffuseur du service public japonais. Les frais varient de 13 650 ¥ à 24 740 ¥ (12 255 ¥ à 23 585 ¥ pour les ménages résidant dans la préfecture d'Okinawa) selon la méthode et le moment du paiement, et selon que l'on reçoit uniquement la télévision terrestre ou également des émissions par satellite. Les ménages bénéficiant de l'aide sociale peuvent cependant en être exonérés. En tout état de cause, il n'existe aucune autorité pour imposer des sanctions ou des amendes en cas de non-paiement ; les gens peuvent (et beaucoup le font) jeter les factures et refuser le collecteur de factures occasionnel, sans conséquence.

## Histoire

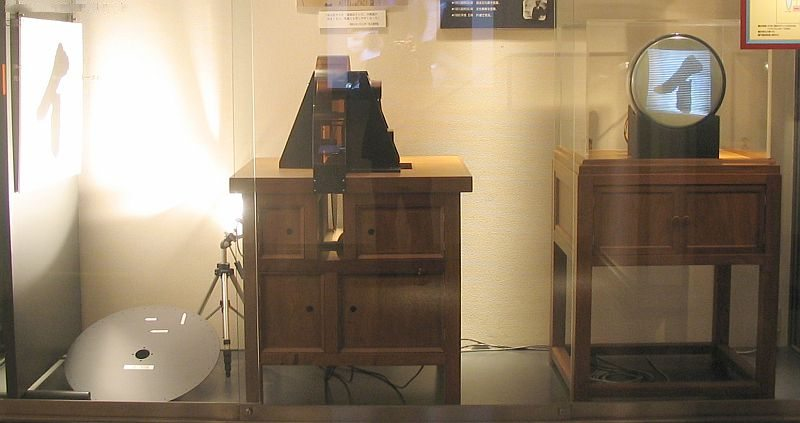
Une recréation de l'expérience de télévision électronique pionnière de Kenjiro Takayanagi en 1926, au NHK Broadcasting Museum à Atagoyama, Tokyo

En 1924, Kenjiro Takayanagi entame un programme de recherche sur la télévision électronique. En 1925, il fait la démonstration d'un téléviseur à tube cathodique (CRT) avec émission d'électrons thermiques. Des tests de télévision sont effectués en 1926 à l'aide d'un disque mécanique Nipkow combiné et d'un système de tube électronique Braun. En 1926, il fait la démonstration d'un téléviseur CRT avec une résolution de 40 lignes, le premier exemple fonctionnel d'un récepteur de télévision entièrement électronique. En 1927, il augmente la résolution de la télévision à 100 lignes, ce qui reste inégalé jusqu'en 1931. En 1928, il est le premier à transmettre des visages humains en demi-teintes à la télévision.

Un système entièrement électronique est adopté dans les années 1930 en utilisant un système d'iconoscope développé au niveau national. Malgré cela, en raison du début de la Seconde Guerre mondiale dans la région du Pacifique, cette première expérimentation de télédiffusion à part entière ne dure que quelques mois. Les émissions de télévision régulières au Japon n'ont commencé qu'en 1950, plusieurs années après la guerre. En 1953, la télévision publique NHK General TV et la télévision commerciale Nippon Television sont lancées en l'espace de quelques mois. À l'époque, il n'y a que 3 000 téléviseurs en service dans le pays. L'année suivant le mariage royal du prince héritier Akihito, en 1959, le nombre de postes est passé à 12 millions. 
Le Nippon Hōsō Kyōkai (NHK, ou Japan Broadcasting Corporation) commence à mener des recherches pour « déverrouiller le mécanisme fondamental des interactions vidéo et sonores avec les cinq sens humains » en 1964, après les Jeux olympiques de Tokyo. NHK entreprend de créer un système HDTV qui finit par obtenir des scores beaucoup plus élevés dans les tests subjectifs que le NTSC précédemment surnommé « HDTV ». Ce nouveau système, NHK Color, créé en 1972, comprend 1 125 lignes de résolution, un format d'image 5:3 et une fréquence de refroidissement de 60 Hz. La Society of Motion Picture and Television Engineers (SMPTE), dirigée par Charles Ginsburg, devient l'autorité de test et d'étude de la technologie HDTV sur le théâtre international. SMPTE teste les systèmes HDTV de différentes entreprises sous tous les angles imaginables, mais le problème de la combinaison des différents formats tourmente la technologie pendant de nombreuses années[réf. nécessaire].

## Télévision terrestre
Au Japon, il existe sept réseaux de télévision nationaux - deux détenus par le radiodiffuseur public national NHK et cinq stations clés commerciales nationales (l'homologue japonais des Big Three des années 1960, Nippon TV, Fuji TV et TBS). Bien que certains des noms indiqués ci-dessous ne soient utilisés que pour diffuser des journaux télévisés, les organisations concernées distribuent également une variété d'autres programmes sur la plupart des mêmes stations.
- Tokyo NHK General TV (東京NHK総合テレビジョン) (AK)
- Tokyo NHK Educational TV (東京NHK教育テレビジョン) (AB)
- Tokyo TV Asahi (東京テレビ朝日) (EX)
- Tokyo Fuji TV (東京フジテレビ) (CX)
- Tokyo Nippon TV (東京日本テレビ) (AX)
- Tokyo TBS Television (東京TBSテレビ) (RX)
- TV Tokyo (テレビ東京) (TX)

| Réseau                                                         | Chaîne phare (Signe d'appel) | Zone émetteur | Zone de diffusion | Numéro de la chaîne (Tokyo) | Statut (journal ou compagnie cinématographique relié)  |
| -------------------------------------------------------------- | ---------------------------- | ------------- | ----------------- | --------------------------- | ------------------------------------------------------ |
| NHK G                                                          | NHK (JOAK-DTV)               | Tokyo Skytree | Région de Kanto   | 1                           | Public                                                 |
| NHK E                                                          | NHK (JOAB-DTV)               | Tokyo Skytree | Région de Kanto   | 2                           | Public                                                 |
| Association japonaise des stations de télévision indépendantes | TVK(JOKM-DTV)                | Tokyo Skytree | Kanagawa et Tokyo | 3                           | Commercial (Chūnichi Shinbun)                          |
| NNN                                                            | Nippon TV(JOAX-DTV)          | Tokyo Skytree | Région de Kanto   | 4                           | Commercial (Yomiuri Shinbun)                           |
| ANN                                                            | TV Asahi (JOEX-DTV)          | Tokyo Skytree | Région de Kanto   | 5                           | Commercial (Asahi Shinbun et Toei Company)             |
| JNN                                                            | SCT (JORX-DTV)               | Tokyo Skytree | Région de Kanto   | 6                           | Commercial (Mainichi Shinbun)                          |
| TXN                                                            | Télévision Tokyo (JOTX-DTV)  | Tokyo Skytree | Région de Kanto   | 7                           | Commercial (Le Nikkei)                                 |
| Fuji Networks System/ Fuji Network News                        | Fuji Television (JOCX-DTV)   | Tokyo Skytree | Région de Kanto   | 8                           | Commercial (Sankei Shinbun et Tōhō)                    |
| Association japonaise des stations de télévision indépendantes | Tokyo MX (JOMX-DTV)          | Tokyo Skytree | Tokyo             | 9                           | Commercial (Chūnichi Shinbun et Kadokawa Daiei Studio) |

### Tokyo Skytree
| Canaliser | Nom du canal             | Signe d'appel | Puissance du signal | Puissance apparente rayonnée | Zone de diffusion |
| --------- | ------------------------ | ------------- | ------------------- | ---------------------------- | ----------------- |
| 1         | Télévision générale NHK  | JOAK-DTV      | 10 kW               | 68 kW                        | Région de Kanto   |
| 2         | Télévision éducative NHK | JOAB-DTV      | 10 kW               | 68 kW                        | Région de Kanto   |
| 3         | TV Kanagawa              | JOKM-DTV      | ?                   | 1 kW                         | Kanagawa et Tokyo |
| 4         | Nippon TV                | JOAX-DTV      | 10 kW               | 68 kW                        | Région de Kanto   |
| 5         | TV Asahi                 | JOEX-DTV      | 10 kW               | 68 kW                        | Région de Kanto   |
| 6         | Télévision SCT           | JORX-DTV      | 10 kW               | 68 kW                        | Région de Kanto   |
| 7         | TV Tokyo                 | JOTX-DTV      | 10 kW               | 68 kW                        | Région de Kanto   |
| 8         | Fuji Television          | JOCX-DTV      | 10 kW               | 68 kW                        | Région de Kanto   |
| 9         | Tokyo MX                 | JOMX-DTV      | 10 kW               | 11.5 kW                      | Tokyo             |

## Télévision numérique

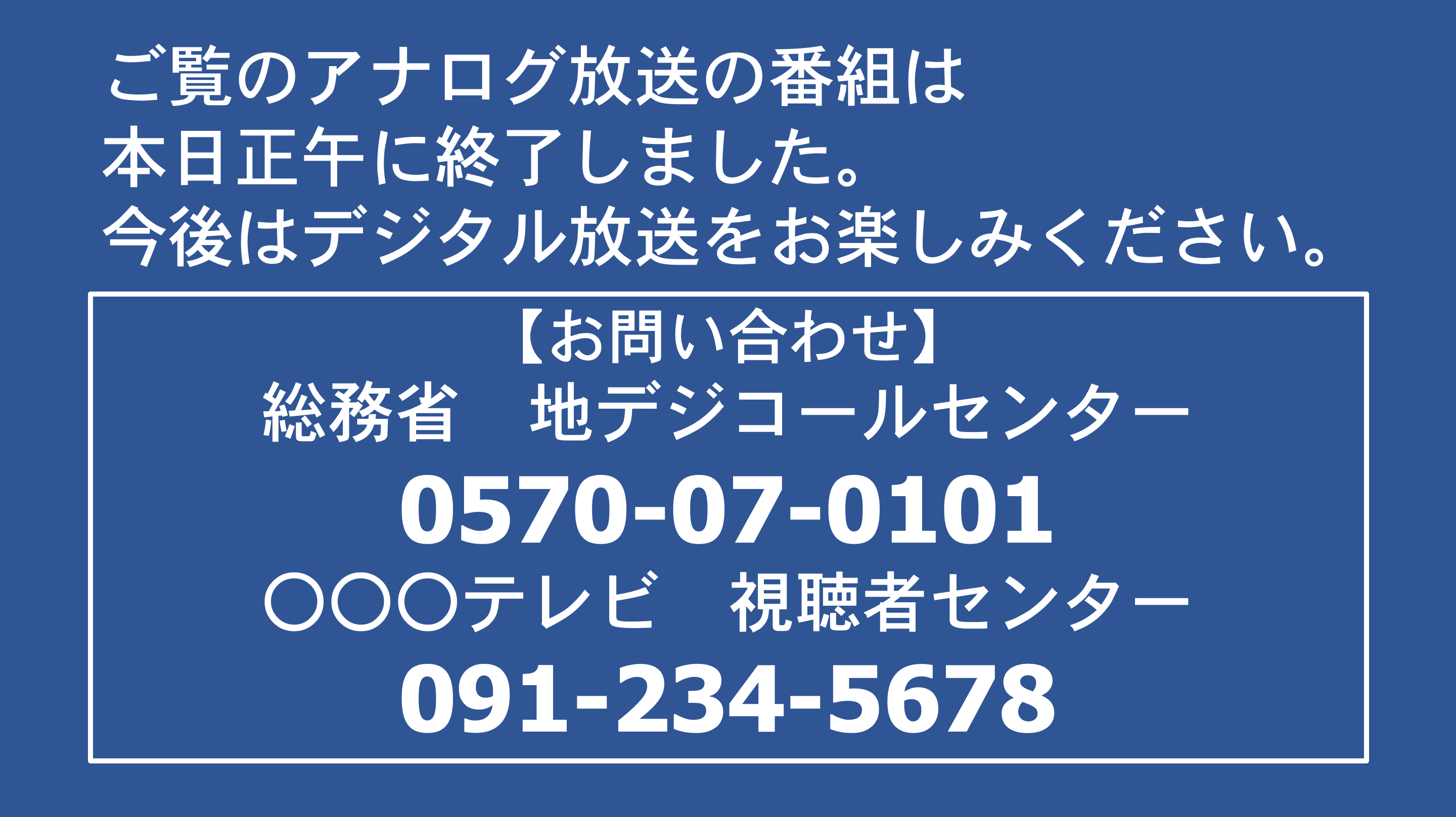
Avis diffusé sur les chaînes de télévision à travers le Japon après l'arrêt des transmissions analogiques NTSC-J. Transcription : L'émission analogique que vous regardez s'est terminée à midi aujourd'hui. Veuillez utiliser la diffusion numérique à l'avenir. [Contactez] le Ministère de l'intérieur et des communications. Centre d'appel numérique terrestre : 0570-07-0101 Centre des téléspectateurs :
091-234-5678

Le Japon est le pionnier TV haute définition pendant des décennies avec une implémentation analogique (MUSE/Hi-Vision) à la fin des années 1980. L'ancien système n'est pas compatible avec les nouvelles normes numériques. La diffusion terrestre japonaise de HD via ISDB-T commence le 1er décembre 2003 dans les régions métropolitaines de Tokyo, Osaka et Nagoya. 27 millions de récepteurs HD ont été vendus au Japon en octobre 2007.
Le gouvernement japonais étudie la mise en œuvre de certaines améliorations de la norme suggérées par des chercheurs brésiliens (SBTVD). Il est peu probable que ces nouvelles fonctionnalités soient adoptées au Japon en raison de problèmes d'incompatibilité, mais elles sont envisagées pour une utilisation dans de futures implémentations dans d'autres pays, y compris le Brésil lui-même.
Les émissions de télévision terrestre analogique au Japon devaient se terminer le 24 juillet 2011, conformément à la loi japonaise actuelle sur la radiodiffusion. Cependant, le basculement est retardé dans les préfectures de Fukushima, Miyagi et Iwate, en raison du désir de permettre aux personnes les plus impactées par le tremblement de terre et le tsunami de Tōhoku en 2011 et la catastrophe nucléaire de Fukushima qui suit. Dans ces régions, la diffusion analogique prend fin le 31 mars 2012.

## Télévision par câble
La télévision par câble est introduite au Japon en 1955, à Shibukawa, dans la préfecture de Gunma. Jusque dans les années 1980, la télévision par câble au Japon est principalement limitée aux zones rurales montagneuses et aux îles périphériques où la réception de la télévision terrestre est médiocre. La télévision par câble commence à se développer dans les zones urbaines à la fin des années 1980, à commencer par Tokyo, dont la première station de télévision par câble commence à émettre en 1987. Au milieu des années 1990, les plates-formes de télévision par câble multicanaux bidirectionnelles apparaissent pour la première fois sur le marché. Les services Internet à large bande commencent à être regroupés avec les abonnements à la télévision par câble à la fin des années 1990.
Il existe plusieurs fournisseurs de télévision par câble nationaux et régionaux au Japon, le plus important étant J:COM (une joint-venture entre KDDI et Sumitomo Corporation) et sa filiale Japan Cablenet (JCN). Ces sociétés sont en concurrence avec les plateformes japonaises de télévision par satellite SKY PerfecTV ! et WOWOW, ainsi que la plateforme IPTV Hikari TV exploitée par NTT Plala.
Japan Cable Television Engineering Association (JCTEA) est l'organisation principale représentant 600 entreprises membres impliquées dans la recherche, la conception, la fabrication, l'installation et la maintenance d'installations de télévision par câble au Japon.

## Télévision IPTV par satellite
Le satellite de radiodiffusion à moyenne échelle à des fins expérimentales est planifié par le ministère des Postes et des Télécommunications et développé par l'Agence nationale de développement spatial du Japon (NASDA) depuis 1974. Après cela, le premier satellite de diffusion expérimental japonais, appelé BS-2a ou Yuri, est lancé en 1978. La NHK commence la diffusion expérimentale d'un programme télévisé à l'aide du satellite BS-2a en mai 1984.
Le satellite BS-2a est lancé en préparation du début des diffusions à grande échelle sur 2 canaux. Il est le premier satellite de diffusion directe, transmettant des signaux directement au domicile des téléspectateurs. Le contrôle d'attitude du satellite est effectué à l'aide de la méthode triaxiale (impulsion nulle) et sa durée de vie théorique est de 5 ans. Les unités de transpondeur TV sont conçues pour amplifier suffisamment les signaux transmis pour permettre la réception par de petites antennes paraboliques à usage domestique. Le satellite est équipé de 3 transpondeurs TV (y compris les unités de réserve). Cependant, un transpondeur se met à mal fonctionner 2 mois après le lancement (le 23 mars 1984) et un deuxième transpondeur dysfonctionne 3 mois après le lancement (le 3 mai 1984). Ainsi, la diffusion par satellite programmée doit être ajustée à la hâte pour tester la diffusion sur un seul canal.
Plus tard, NHK lance un service régulier (NTSC) et une diffusion expérimentale en haute définition utilisant BS-2b en juin 1989. Certains producteurs japonais d'appareils électroniques domestiques grand public commencent à proposer des téléviseurs, des magnétoscopes et même des systèmes acoustiques domestiques équipés de syntoniseurs ou de récepteurs satellites intégrés. Ces produits électroniques portent un logo BS spécifique.
En avril 1991, la société japonaise Japan Satellite Broadcasting lance un service de télévision payante alors que le satellite de communication BS-3 est en cours d'utilisation. En 1996, le nombre total de foyers recevant la diffusion par satellite dépasse 10 millions.
Les deux systèmes satellites modernes utilisés au Japon sont BSAT et JCSAT ; le service numérique moderne WOWOW Broadcasting Satellite utilise les satellites BSAT, tandis que d'autres systèmes de diffusion de télévision numérique tels que SKY PerfecTV! et Hikari TV utilise les satellites JCSAT.

### Chaînes IPTV par satellite

#### Chaînes BS (HD)
| Numéro de canal | Nom du canal                     | Description                             |
| Canaux actuels  | Canaux actuels                   | Canaux actuels                          |
| --------------- | -------------------------------- | --------------------------------------- |
| BS101           | NHK BS1                          | Programmation NHK (HD)                  |
| BS103           | NHK BS Premium                   | Programmation NHK (HD)                  |
| BS141           | BS Nittere                       | Programmation Nippon TV / NNN (HD)      |
| BS151           | BS Asahi                         | Programmation TV Asahi /ANN (HD)        |
| BS161           | BS-TBS                           | Programmation SCT /JNN (HD)             |
| BS171           | BSTVTokyo                        | Programmation TV Tokyo /TXN (HD)        |
| BS181           | BS Fuji                          | Programmation Fuji Television /FNN (HD) |
| BS191           | WOWOW Prime                      | Divertissement général (HD)             |
| BS192           | WOWOW en direct                  | Sports et performances en direct (HD)   |
| BS193           | WOWOW Cinéma                     | Films (HD)                              |
| BS200           | Star Channel 1                   | Films (HD)                              |
| BS201           | Star Channel 2                   | Films (HD)                              |
| BS202           | Star Channel 3                   | Films (HD)                              |
| BS211           | BS11                             | Divertissement général (HD)             |
| BS222           | BS12 Twell V                     | Divertissement général (HD)             |
| BS231           | Université ouverte BS Campus Ex  | Éducatif (HD)                           |
| BS234           | Circuit Vert                     | Courses hippiques (HD)                  |
| BS236           | BS Animax                        | Animation (HD)                          |
| BS241           | BS Sky Perfect TV !              | Variété (HD)                            |
| BS242           | J Sport 1                        | Sport (HD)                              |
| BS243           | J Sport 2                        | Sport (HD)                              |
| BS244           | J Sport 3                        | Sport (HD)                              |
| BS245           | J Sport 4                        | Sport (HD)                              |
| BS251           | BS Tsuri Vision                  | Pêche (HD)                              |
| BS252           | Cinéfil WOWOW                    | Films (HD)                              |
| BS255           | Chaîne Nippon Eiga Senmon        | Films japonais (HD)                     |
| BS531           | Radio BS de l'Université ouverte | Éducatif (Radio)                        |

#### Canaux BS (4K/8K)
| Numéro de canal | Nom du canal       | Description                             |
| --------------- | ------------------ | --------------------------------------- |
| 4K-BS101        | NHK BS4K           | Programmation NHK (4K)                  |
| 8K-BS102        | NHK BS8K           | Programmation NHK (8K)                  |
| 4K-BS141        | BS Nittele 4K      | Programmation Nippon TV / NNN (4K)      |
| 4K-BS151        | BS Asahi 4K        | Programmation TV Asahi /ANN (4K)        |
| 4K-BS161        | BS-TBS 4K          | Programmation SCT /JNN (4K)             |
| 4K-BS171        | BSTVTokyo 4K       | Programmation TV Tokyo /TXN (4K)        |
| 4K-BS181        | BS Fuji 4K         | Programmation Fuji Television /FNN (4K) |
| 4K-BS203        | Le cinéma 4K       | Films (4K)                              |
| 4K-BS211        | Boutique Chaîne 4K | Achats (4K)                             |
| 4K-BS221        | CVQ 4K             | Achats (4K)                             |

#### Chaînes CS (SKY PerfectTV!/Hikari TV, HD)
| Numéro de canal | Nom du canal             | Description                                         |
| --------------- | ------------------------ | --------------------------------------------------- |
| CS055           | Shop Channel             | Achats (HD)                                         |
| CS161           | QVC                      | Achats (HD)                                         |
| CS218           | Toei Channel             | Films et programmes créés par Toei (HD)             |
| CS219           | Eisei Gekijo             | Films de Shōchiku, Kabuki et théâtre asiatique (HD) |
| CS223           | Channel Neco             | Films (HD)                                          |
| CS227           | The Cinema               | Films (HD)                                          |
| CS240           | Movie Plus               | Films (HD)                                          |
| CS250           | Sky A                    | Films (HD)                                          |
| CS254           | Gaora Sports             | Sports (HD)                                         |
| CS257           | Nittere G+               | Sports (HD)                                         |
| CS262           | Golf Network             | Golf (HD)                                           |
| CS290           | Takarazuka Sky Stage     | Théâtre de la Revue Takarazuka (HD)                 |
| CS292           | Jidaigeki Senmon Channel | Jidaigeki (HD)                                      |
| CS293           | Family Gekijo            | Variété (HD)                                        |
| CS295           | Mondo TV                 | Variété (HD)                                        |
| CS296           | TBS Channel 1            | Divertissement (HD)                                 |
| CS297           | TBS Channel 2            | Divertissement (HD)                                 |
| CS298           | TV Asahi Channel 1       | Divertissement (HD)                                 |
| CS299           | TV Asahi Channel 2       | Divertissement (HD)                                 |
| CS300           | Nittere Plus             | Divertissement (HD)                                 |
| CS301           | EntaMētele               | Divertissement (HD)                                 |
| CS305           | Channel Ginga            | Divertissement (HD)                                 |
| CS307           | Fuji TV One              | Sports et variété (HD)                              |
| CS308           | Fuji TV Two              | Théâtre et animation (HD)                           |
| CS309           | Fuji TV Next             | Sports et musique (HD)                              |
| CS310           | Super! Drama TV          | Théâtre étranger (HD)                               |
| CS312           | Fox                      | Divertissement (HD)                                 |
| CS314           | Lala TV                  | Programmes féminins (HD)                            |
| CS317           | KBS World                | Divertissement coréen (HD)                          |
| CS318           | Mnet Japan               | Divertissement coréen (HD)                          |
| CS322           | Space Shower TV          | Musique (HD)                                        |
| CS323           | MTV Japan                | Musique (HD)                                        |
| CS325           | Music On! TV             | Musique (HD)                                        |
| CS330           | Kids Station             | Animation et programmes pour enfants (HD)           |
| CS333           | AT-X                     | Animation (HD)                                      |
| CS339           | Disney Junior            | Famille (HD)                                        |
| CS342           | History Channel          | Histoire (HD)                                       |
| CS343           | National Geographic      | Documentaires (HD)                                  |
| CS349           | Nittere News 24          | Information (HD)                                    |
| CS351           | TBS News                 | Information (HD)                                    |
| CS566           | CNNj                     | Information (HD)                                    |
| CS567           | CNN                      | Information (HD)                                    |
| CS570           | Nikkei CNBC              | Information économique (HD)                         |
| CS800           | Sports Live+             | Sports (HD)                                         |
| CS801           | Sukachan 1               | Sports (HD)                                         |

#### Chaînes CS (SKY PerfectTV!/Hikari TV, 4K)
| Numéro de canal | Nom du canal               | Description                              |
| --------------- | -------------------------- | ---------------------------------------- |
| 4K-CS821        | J Sports 1 (4K)            | Sport (4K)                               |
| 4K-CS822        | J Sports 2 (4K)            | Sport (4K)                               |
| 4K-CS823        | J Sports 3 (4K)            | Sport (4K)                               |
| 4K-CS824        | J Sports 4 (4K)            | Sport (4K)                               |
| 4K-CS880        | Nippon Eiga + Jidaigeki 4K | Films japonais et Jidaigeki (4K)         |
| 4K-CS881        | Star Channel 4K            | Films (4K)                               |
| 4K-CS882        | Soukachan 1 4K             | SKY PerfecTV ! Programmes originaux (4K) |
| 4K-CS883        | Soukachan 2 4K             | SKY PerfecTV ! Programmes originaux (4K) |

## Horaires traditionnels
- Si vous ne connaissez pas le sujet, laissez ce bandeau (vous pouvez alors contacter les auteurs).
- Si vous supprimez le contenu mis en cause (vous pouvez préalablement contacter les auteurs),

argumentez précisément cette suppression dans la page de discussion
(un manque de référence n'est pas un argument ; une recherche réelle de référence doit avoir été effectuée, être formellement documentée).
Bien que les programmes télévisés varient d'une station à l'autre, certaines généralisations peuvent être faites. La plupart des stations de télévision commerciales démarrent leur programmes entre 4 et 5 heures tous les matins. Les premières heures du matin sont dominées par les programmes d'information, et ceux-ci se terminent vers 9 heures ou 9 h 30. Ils sont alors remplacés par des émissions de fin de matinée ciblant les épouses qui ont fini leurs tâches ménagères. Celles-ci durent jusqu'à 13h30, heure à laquelle commencent les rediffusions de drames et d'émissions d'information ciblant le même groupe d'âge. Sur certaines stations à 16h00, les émissions de télévision et d'anime destinées aux jeunes enfants commencent et se terminent vers 19h00 ou 20h00. Les programmes d'information du soir sont diffusés avant 16h00 ou 17h00 et se terminent à 19h00, lorsque la « Golden Hour » des émissions de télévision commence. De 19h00 à 21h00, c'est la période pour laquelle les chaînes de télévision déversent le plus de ressources. Apparaitre dans ce créneau horaire est un certain signe qu'un acteur ou une actrice est une star de la télévision. Après 21h00, les programmes passent aux drames télévisés japonais et aux programmes axés sur les groupes d'âge plus âgés, qui se déroulent jusqu'à 22h00 ou 23h00. Les stations diffusent leurs nouvelles de fin de soirée principalement à 23 h 00, et vers minuit, des programmes d'information sportive sont diffusés qui ciblent les âges actifs. Après cela, des programmes destinés à un public adulte sont diffusés ainsi que des anime qui n'attirent pas suffisamment de téléspectateurs pour être diffusés plus tôt. Certaines stations commerciales cessent d'émettre entre 2h00 et 3h00 ; cependant, la plupart des stations affiliées à NNS ou JNN diffusent 24 heures sur 24, la fenêtre d'arrêt des programmes étant remplacée par une diffusion simultanée de la chaîne d'information de leurs réseaux pendant la nuit. D'autres stations font une programmation de remplissage pour remplir le temps avant le début des nouvelles tôt le matin. Les stations commerciales utilisent parfois la nuit du dimanche ou d'autres jours et heures « creuses » pour la maintenance technique. La NHK est en revanche tenue de diffuser 24 heures sur 24, 7 jours sur 7.
Les Japonais subdivisent parfois les séries télévisées et les drames en kūru (クール), du terme français « cours » (à la fois singulier et pluriel), qui est une période de 3 mois et le plus souvent de 13 épisodes. Chaque kūru a généralement sa propre séquence d'images et chanson d'ouverture et de fin, dont les enregistrements sont vendus. Une période de six mois et 26 épisodes est également utilisée pour la subdivision dans certaines séries télévisées.

### Drame
- Si vous ne connaissez pas le sujet, laissez ce bandeau (vous pouvez alors contacter les auteurs).
- Si vous supprimez le contenu mis en cause (vous pouvez préalablement contacter les auteurs),

argumentez précisément cette suppression dans la page de discussion
(un manque de référence n'est pas un argument ; une recherche réelle de référence doit avoir été effectuée, être formellement documentée).
Les drames japonais (テレビドラマ, terebi dorama, drame télévisé) sont un incontournable de la télévision japonaise et sont diffusés quotidiennement. Tous les principaux réseaux de télévision au Japon produisent une variété de séries dramatiques, notamment des romances, des comédies, des romans policiers, de l'horreur et bien d'autres. Il peut y avoir un drame en un épisode, ou en 2, sur deux nuits, qui peut être diffusé lors d'occasions spéciales, comme en 2007 où un drame est produit à l'occasion du soixantième anniversaire de la fin de la Seconde Guerre mondiale, sur le thème de la bombe atomique.

### Science-fiction
Le Japon a une longue tradition de production de séries de science-fiction pour la télévision. La science-fiction non animée est encore largement méconnue du public étranger. Une exception est la franchise Power Ranges, qui utilise des séquences de combat de l'homologue japonais Super Sentai et les combine avec des acteurs américains qui jouent des scénarios entièrement originaux.

### Anime
Anime (アニメ) est tiré de la moitié de la prononciation japonaise du mot « animation ». Le mot désigne au Japon l'animation en général, mais est utilisé plus spécifiquement pour signifier « l'animation japonaise » dans le reste du monde. L'anime date d'environ 1917. Les réseaux de télévision diffusent régulièrement des anime. Au Japon, les principaux réseaux de télévision nationaux, tels que TV Tokyo, diffusent régulièrement des anime. Les petites stations régionales diffusent des anime sur UHF. Fairy Tail, Naruto, Pokémon, Bleach, Dragon Ball, Détective Conan et One Piece sont des exemples d'anime. Alors que de nombreuses séries populaires sont diffusées pendant la journée et le soir, la plupart ne sont diffusées que la nuit de minuit à 04h00. Ces séries réalisent des bénéfices principalement grâce au merchandising et à la vente de bandes dessinées, disques Blu-ray et DVD plutôt qu'à la diffusion télévisée. Certaines séries animées sont originales, mais la plupart sont destinées à promouvoir autre chose, comme un manga en cours, un light novel ou une série de jeux vidéo sur lesquels elles sont généralement basées[réf. nécessaire].

### Émissions de variétés
Les émissions de variétés japonaises (également connues sous le nom de jeux télévisés japonais) sont des divertissements télévisés composés d'une variété de cascades originales, de performances musicales, de sketches comiques, de concours de quiz et d'autres épreuves. Les programmes de télévision japonais tels que Music Station et Utaban continuent dans un format presque inchangé par rapport aux émissions de variétés des années précédentes. Les seuls changements majeurs sont la disparition croissante de la musique de sauvegarde en direct[pas clair] depuis les années 1980.

## Chaînes les plus vues
| Classement | Chaîne          | Part d'audience totale (%) |
| ---------- | --------------- | -------------------------- |
| 1          | NHK G           | 12.6                       |
| 2          | TV Asahi        | 8.9                        |
| 3          | Nippon TV       | 8.3                        |
| 4          | TV Tokyo        | 7.9                        |
| 5          | SCT             | 7.5                        |
| 6          | Fuji Television | 6.5                        |
| 7          | Tokyo MX        | 2.3                        |
| 8          | NHK E           | 1.6                        |
| 9          | WOWOW           | 1.2                        |
| 10         | Sun Television  | 1.0                        |